# Porto de Tubarão
O Porto de Tubarão é um porto brasileiro localizado na ponta do mesmo nome, na parte continental do município de Vitória, capital do Espírito Santo. É um terminal graneleiro do Porto de Vitória.
Inaugurado em 1966, é controlado pela Vale S.A.. É o segundo maior porto de exportação de minério de ferro do Brasil e permite o acesso de navios Graneleiros de grande porte (Very-Large Ore Carriers (VLOC), Ultra-Large Ore Carriers (ULOC), e Ore Oil (O/O)).

## História
A construção do Porto de Tubarão foi iniciada em 1962 pela então empresa de economia mista, Companhia Vale do Rio Doce (CVRD), no ano em que foram assinados os primeiros contratos de longo prazo para fornecimento de minério de ferro para o Japão e a Alemanha, e sua construção foi totalmente paga com recursos do Tesouro Nacional.
O Porto de Tubarão se constituiu num projeto pioneiro - concebido por Eliezer Batista - que contribuiu para criar um novo processo logístico mundial no transporte de granéis sólidos e líquidos. A participação do Japão nesse empreendimento foi decisiva e a construção do porto de Tubarão é até hoje recordada com simpatia pelos japoneses:
Aqui, merece destaque o projeto pioneiro do Porto de Tubarão, que provocou a maior revelação no transporte mundial de granéis sólidos e líquidos com a consequente evolução, em termos globais, de um novo sistema de logística global, que transformou a '"distância física" em "distância econômica". Conseguiu-se levar um produto de muito baixo valor às maiores distâncias no planeta, de forma econômica.
Os grandes graneleiros e graneleiros-petroleiros, assim como os colossais tankers, foram frutos deste konzept. 
A contribuição da siderurgia brasileira proporcionou o primeiro grande salto da Companhia Vale do Rio Doce com contratos a longo prazo e ajuda tecnológica no projeto e construção dos grandes navios (novos materiais para os novos designs e versatilidade dos mesmos). Em decorrência, foi criada a Docenave, que chegou a ser a terceira maior frota de granéis do mundo.

### O financiamento
De posse dos contratos de fornecimento de minério de ferro, Eliezer se dirigiu ao Ex-Im Bank, o banco de fomento dos Estados Unidos, para obter um financiamento para a construção do Porto de Tubarão. Mas não teve sucesso algum: voltou de mãos vazias. O banco americano não dava crédito ao Brasil, nem à Vale, nem às siderúrgicas japonesas. 
Expôs suas dificuldades ao então Ministro da Fazenda, numa audiência que se tornou histórica:
Sem financiamento para construir o Porto de Tubarão, Eliezer recorreu ao ministro da Fazenda de João Goulart (Jango), San Tiago Dantas. “Ele se levantou da cadeira, tirou aqueles óculos de grandes lentes e aros negros, e respondeu: ‘Não tenho recursos para te emprestar, mas vou dar um jeito. Vamos rodar a guitarra’. Fica aqui registrada a revelação que nos valerá o ódio eterno dos monetaristas de canino agudo que odeiam a economia física. (…) San Tiago mandou imprimir dinheiro.

## Fundamentos econômicos
Tubarão tornou-se a ponte que ligou a Vale S.A. ao resto do mundo e permitiu à empresa aumentar significativamente o conjunto das exportações brasileiras. 
Projetado para receber navios de um tamanho que ainda nem se fabricava , o Porto de Tubarão foi um pioneiro no mundo em sua categoria.
"Foi uma loucura para a época, pois não havia 'ship design', nem aço para esse tamanho de navio", conta Eliezer. Apesar do enorme risco envolvido, o Japão aceitou construir os navios. Foi um casamento de interesses. 

## Benefícios colaterais
A inauguração do Porto de Tubarão em 1966, e sua tecnologia pioneira, geraram um grande entusiasmo dentre os investidores japoneses, e muito contribuiu para elevar o conceito internacional do Brasil.
Sua construção atraiu, de imediato, uma verdadeira "enxurrada" de novos investimentos estrangeiros ao Brasil, tais como a Celulose Nipo-Brasileira S.A.- Cenibra, a Companhia Siderúrgica de Tubarão, a Albrás - Alunorte (alumina e alumínio),a Mineração da Serra Geral (minério de ferro) e a Nova Era Silicon (ligas de ferrosilício, etc..) e o primeiro grande projeto no exterior a CSI (Califórnia Steel Industries/Joint Venture da Vale com a Kawasaki), o que, de certa forma, contribuiu para absolver o então ministro da fazenda San Tiago Dantas do "pecado" de ter autorizado a impressão de dinheiro para sua criação. 